# 羅拔圖·卡蒙·菲利克斯
羅拔圖·卡蒙·菲利克斯（Roberto Calmon Félix，1984年1月22日—），是巴西的足球運動員，司職前鋒。

## 足球生涯
羅拔圖在他的职业生涯中，大半都在葡萄牙踢球，早年在葡甲效力邁亞 、摩里倫斯和科英布拉大學 ，他隨後者升班並第一次在葡超作賽，但他對球隊作用不大。
經過一年後，他轉投了艾馬多拉 ，並返回葡甲作賽，及後接連轉投其他葡甲球會查維斯 、馬爾科 和 華森 。經過在華森的扎實表現後，他在2008年1月，他加盟葡甲爭標份子球會甘馬雷斯 簽約兩年半。
為甘馬雷斯出戰兩年葡甲後，32歲的羅拔圖加盟希臘球會泰利波利斯，簽約一年。然而，在2011年3月，他轉戰中超加盟北京國安，后又加盟葡超球队吉尔维森特。

## 連結
- Stats and profile at Zerozero[永久]
- Stats at ForaDeJogo （页面存档备份，存于） （葡萄牙文）